# Camino de Costa Rica

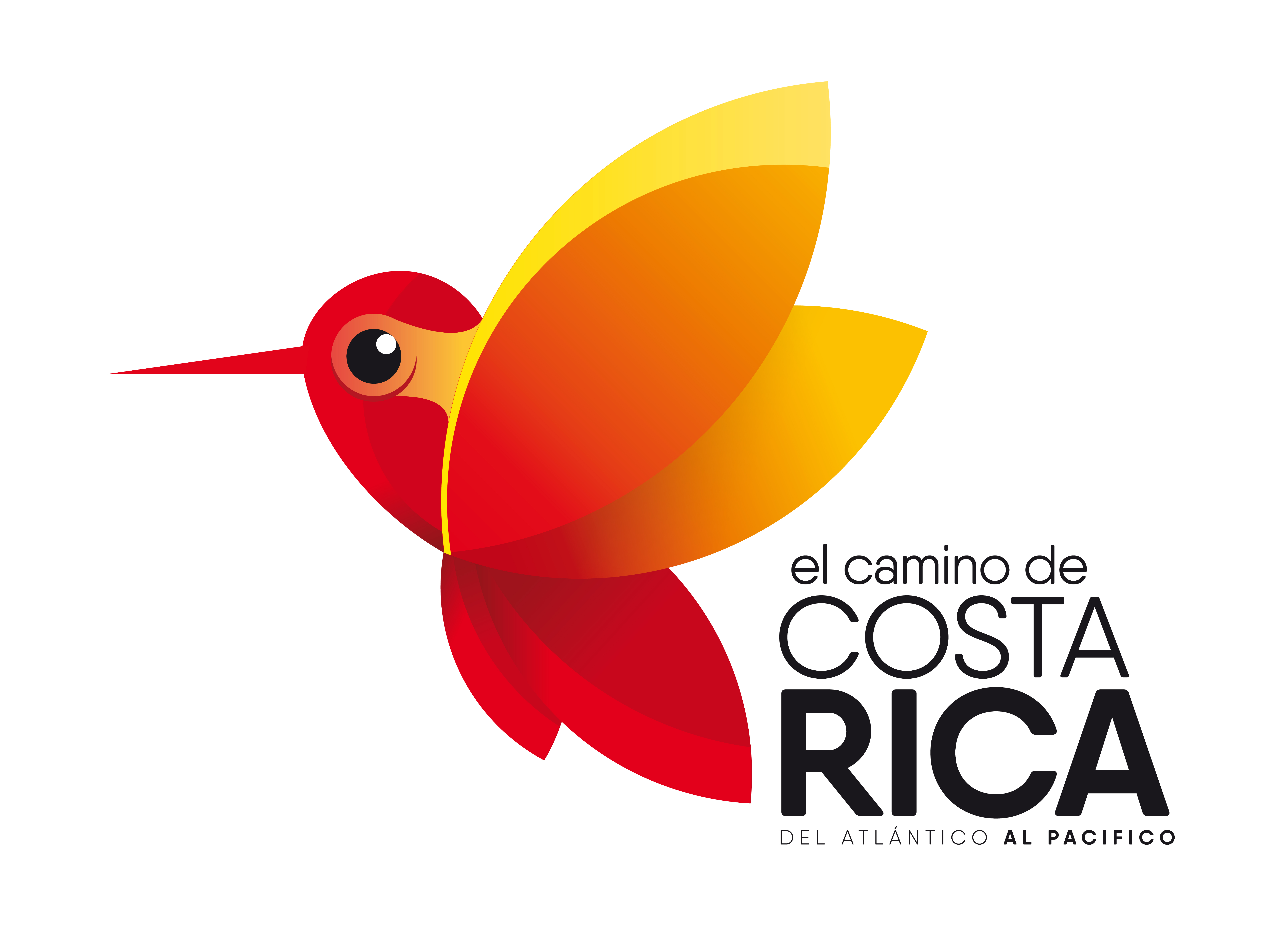
Logo

Der Camino de Costa Rica (deutsch: Weg von Costa Rica) ist ein 280 km langer Wanderweg quer durch Costa Rica. Er verläuft von der Atlantikküste im Nationalpark Barbilla bis zur Pazifikküste in Quepos.

## Entstehung
Bis zum Jahr 2018 war die auf dem Land lebende Bevölkerung von 40 % (2000) auf 27 % zurückgegangen, die Armut mit 25 % deutlich über der Stadtbevölkerung, sowie das Einkommen um mehr als 40 % geringer. Diese ernüchternden Fakten sowie weitere Faktoren wie Bildungsgrad, Arbeitslosigkeit und Unterbeschäftigung in ländlichen Gebieten gaben den Anlass zur Gründung der Asociación Mar a Mar. Diese setzte sich zum Ziel, durch Gründung eines Camino de Costa Rica die wirtschaftliche Situation in den ländlichen Gebieten Costa Ricas zu verbessern.

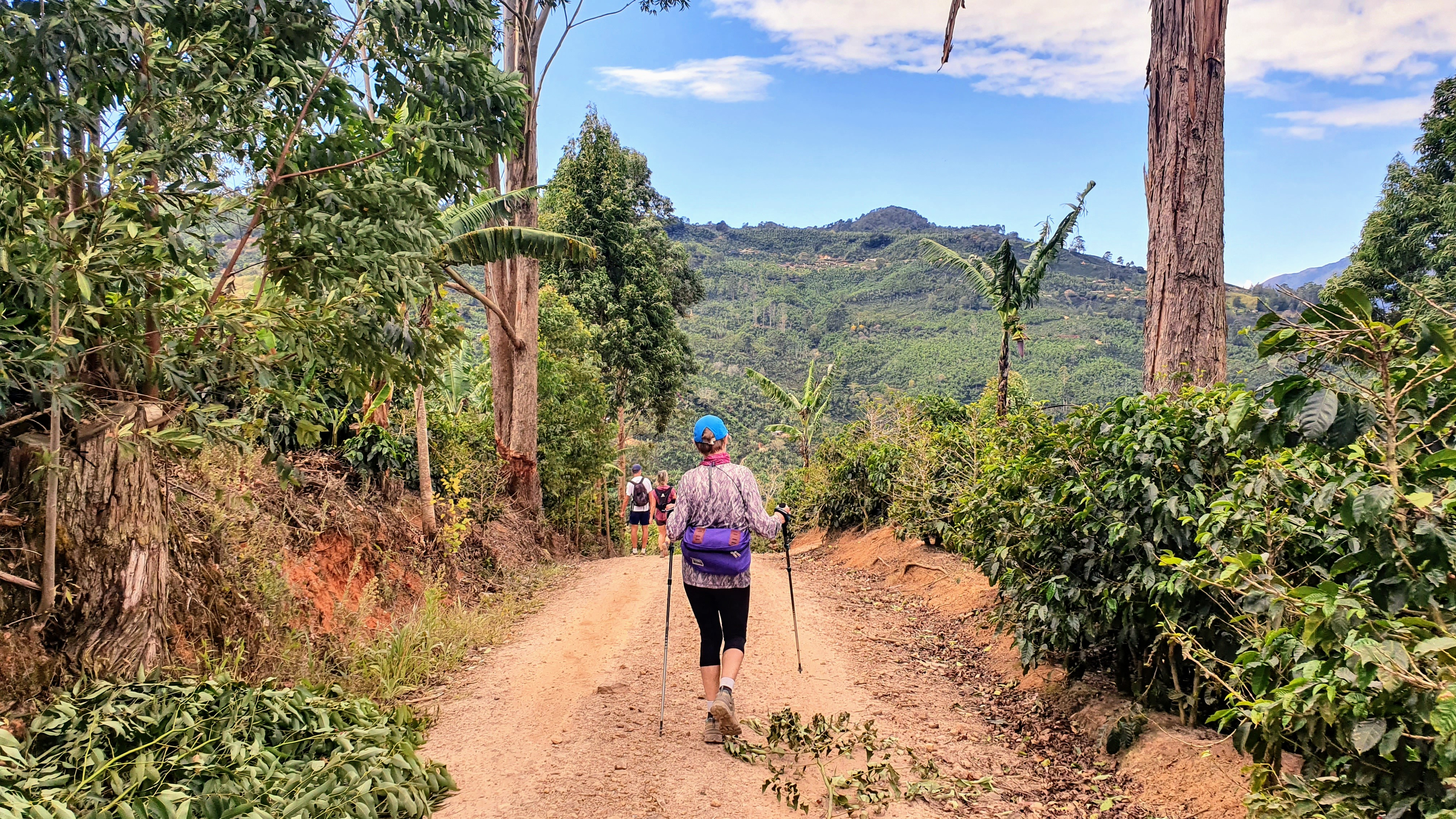
Wanderweg durch Kaffeeplantagen

65 % der ausländischen Touristen in Costa Rica interessieren sich für Ökotourismus, bei dem die Elemente des nachhaltigen Tourismus im Vordergrund stehen – mit dem Ziel, den Austausch von Dienstleistungen, die Schaffung von Arbeitsplätzen, die Bekämpfung von Armut und das sozio-ökonomische Wachstum zu fördern und zugleich die sozialen, kulturellen und umweltbezogenen negativen Auswirkungen des Tourismus zu reduzieren.

## Beitrag
Mit Ende 2018 waren die Einkommen aus dem Tourismus in der Region (6 Gemeinden) bereits um 30 % gestiegen. In 12 Gemeinden wurden neue Versorgungs-Dienste und Unterkünfte gegründet sowie neue Dienstleistungen (Besuche in Plantagen, archäologische Besichtigungen, Naturbeobachtung...) geschaffen. Auch ist die Anzahl an Wanderführern gestiegen.

## Routenverlauf

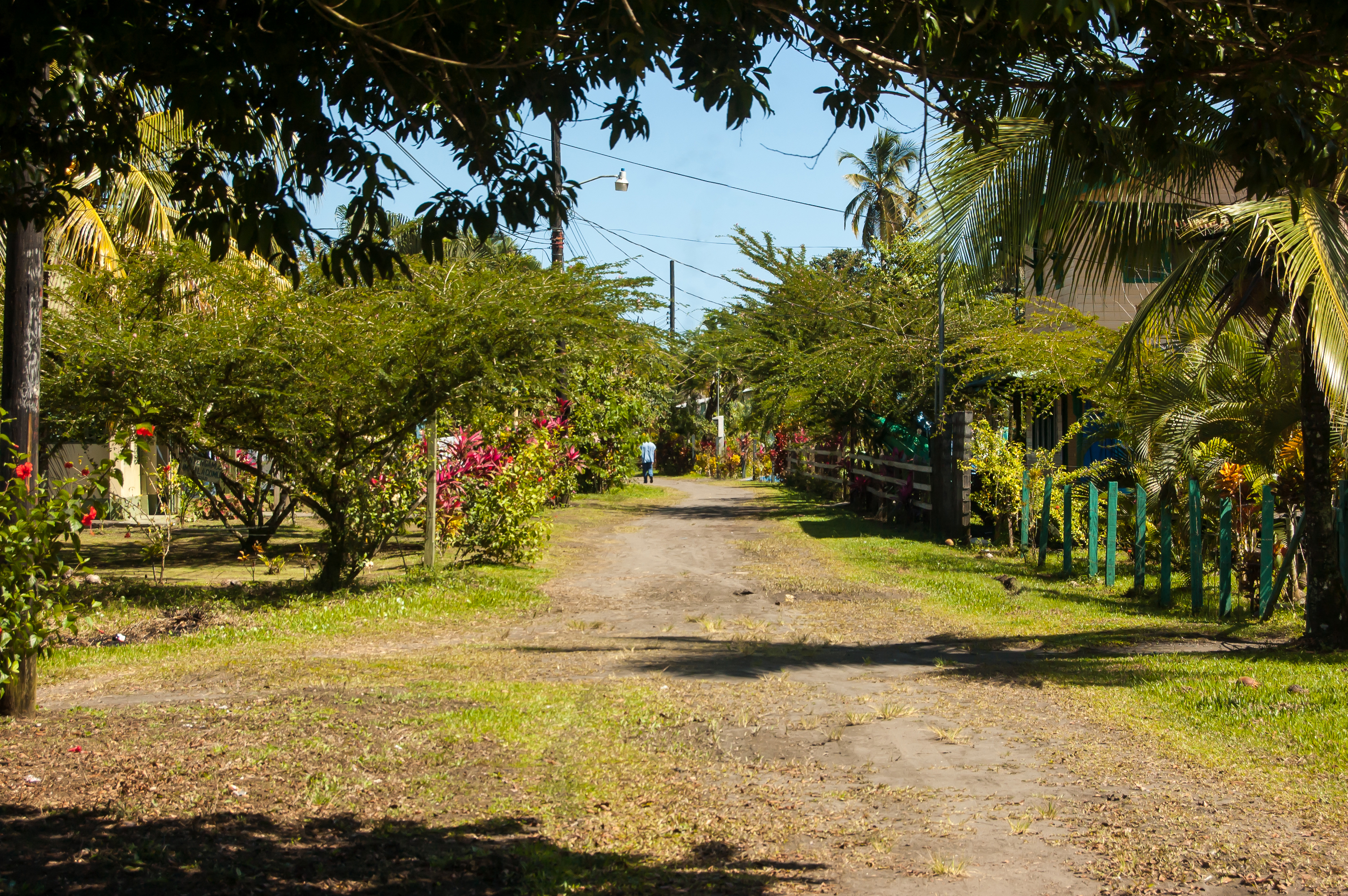
Parismina

Der Weg kann im Dorf Parismina, das nur per Flugzeug oder Boot zu erreichen ist, oder in der Gemeinde Barra del Pacuare begonnen werden, wobei die konkrete Wanderung (nach einer Bootsfahrt zum Wegpunkt Goshen) an der Atlantikküste beginnt. Der Weg verläuft weiter durch die Gebiete Nairi Awari, das La Angostura Tal, entlang am Tapanti Nationalpark und Orosi Tal – über den mit 2.300 m höchsten Punkt El Empalme und durch die Kaffeefelder von Tarrazu und Los Santos bis zu seinem Ende in der Stadt Quepos an der Pazifikküste. Die nördlich gelegenen Vulkane Turrialba und Irazú sind über weite Strecken des Weges aus der Ferne zu sehen.

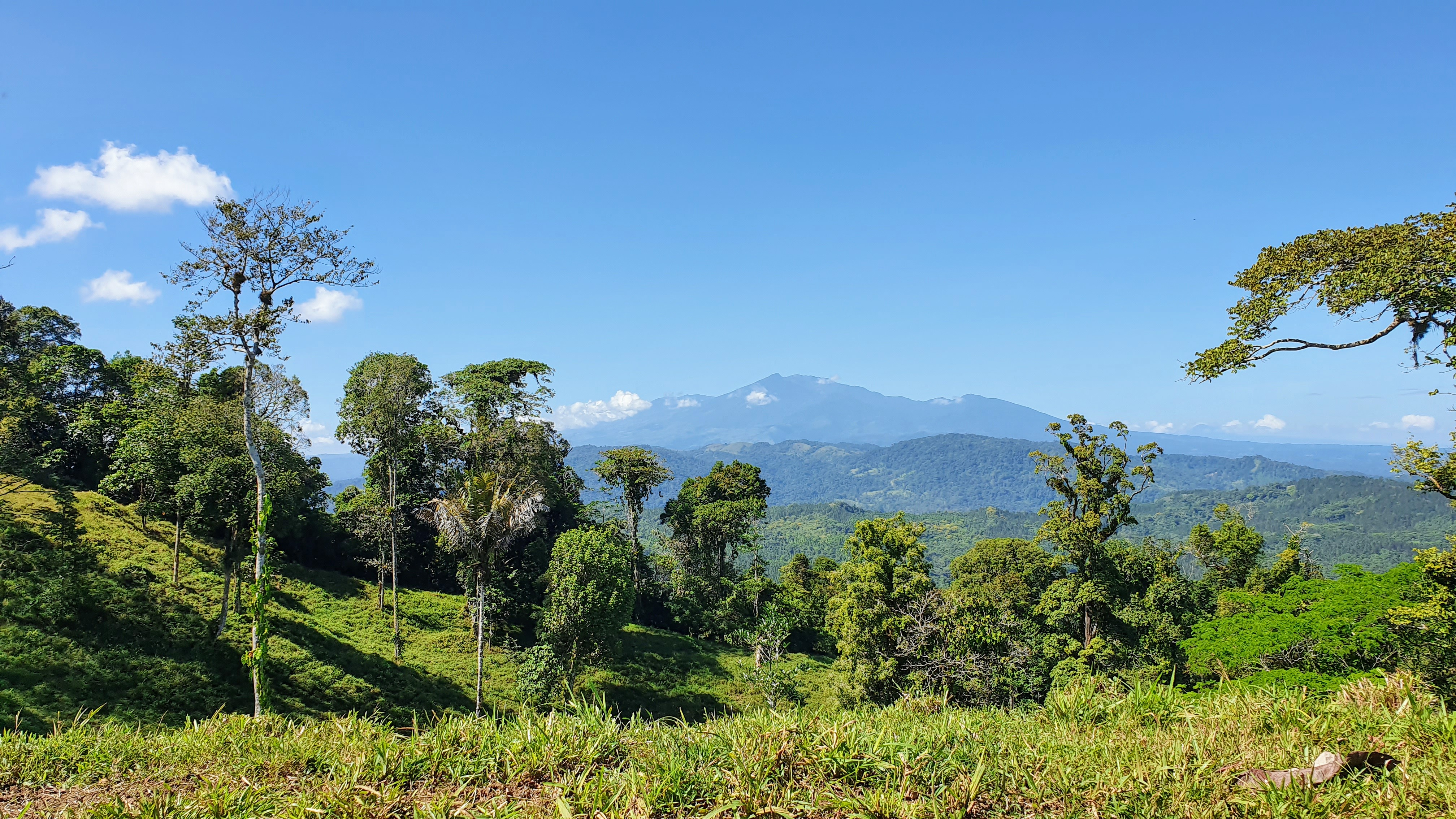
Blick auf den Vulkan Turrialba

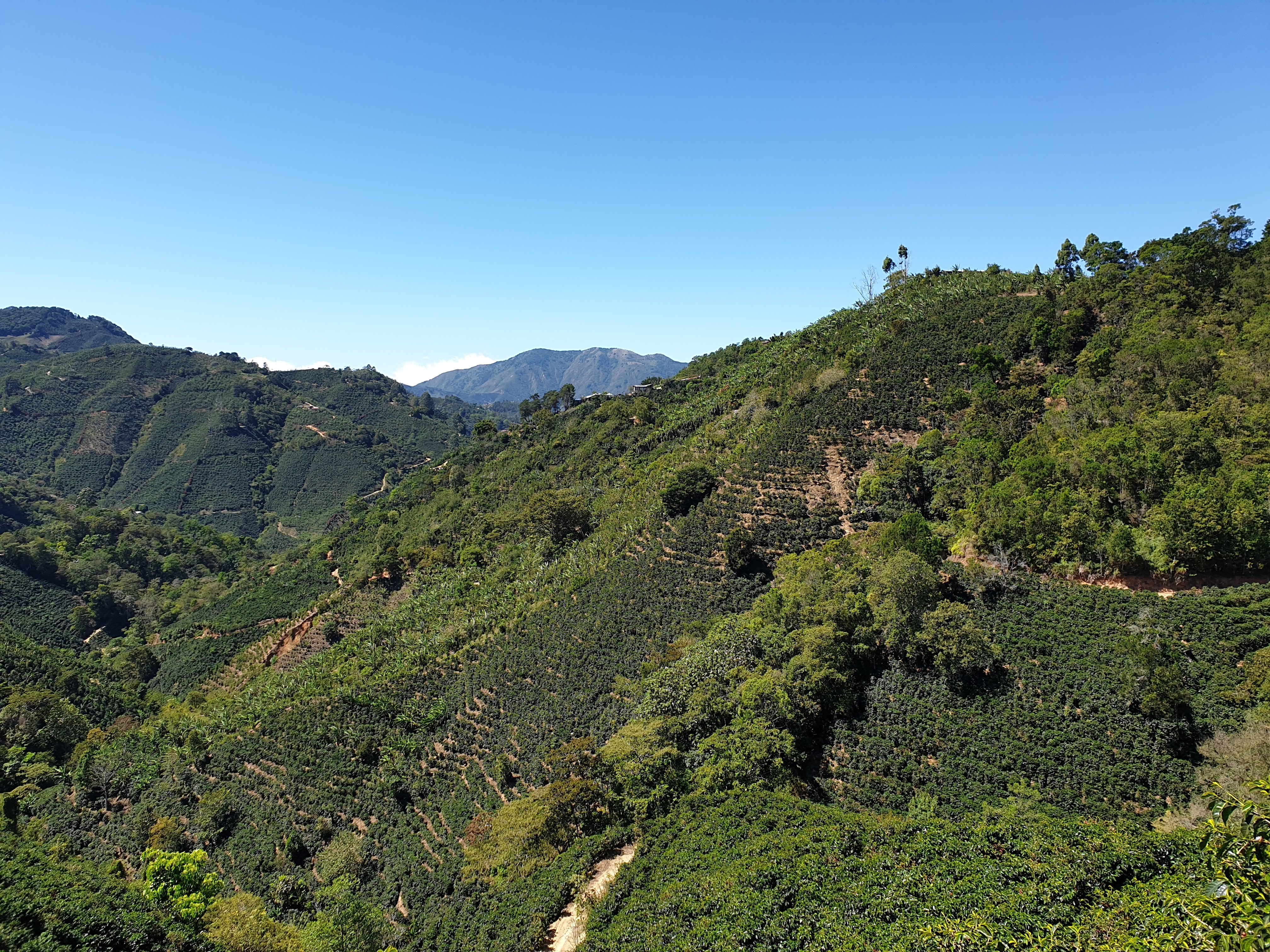
Kaffeeplantagen im westlichen Teil der Strecke

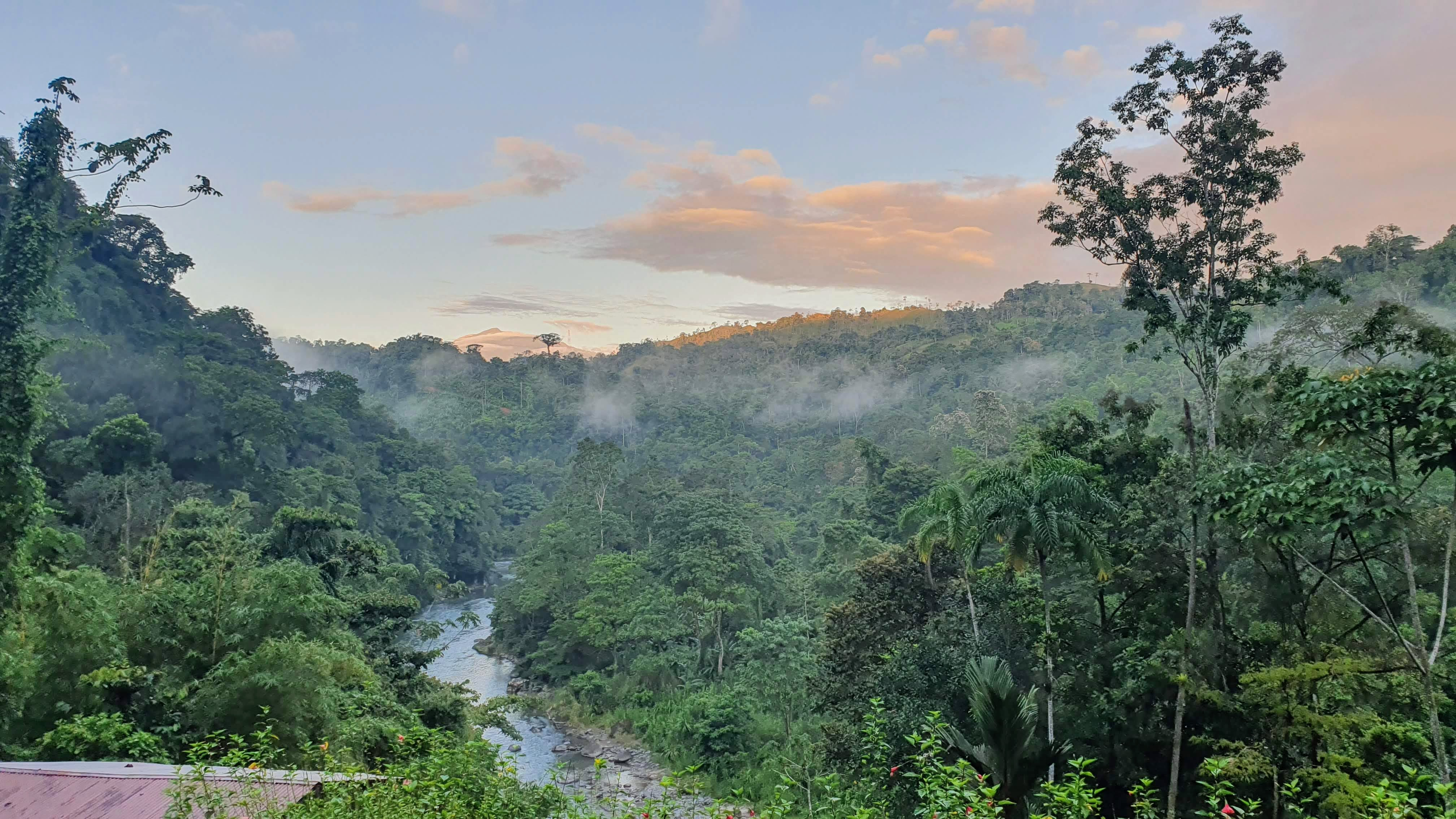
Blick auf den Vulkan Turrialba und auf den River Pacuare

Der Weg verläuft teilweise durch indigene Gebiete. Diese Etappen müssen von indigenen Wanderführern begleitet werden. Auch wenn der Rest des Weges auch alleine begangen werden kann (solange bis der offizielle Wanderführer in Buchform publiziert ist; dies ist für 2021 geplant) ist empfohlen, sich von ortskundigen und erfahrenen Wanderführern begleiten zu lassen. Dies nicht nur zur eigenen Sicherheit und Information, sondern auch, um die Mission des Weges zu unterstützen, der lokalen Bevölkerung zu helfen.